# Erocha semiviridis
Erocha semiviridis là một loài bướm đêm trong họ Noctuidae.